# Турк Брода
Во́лтер Е́двард «Турк» Бро́да (англ. Walter Edward «Turk» Broda; 15 травня 1914, Брендон, Манітоба — 17 жовтня 1972) — канадський хокеїст-воротар українського походження, який усю хокейну кар'єру в Національній хокейній лізі (НХЛ) провів у складі «Торонто Мейпл-Ліфс».

## Особисте
Попри те, що Броду зазвичай трактували як поляка за походженням, Стен Ободяк (англ. Stan Obodiak), рекламний директор «Мейпл-Ліфс» і добрий знайомий хокеїста, заявив, що Брода — насправді українського походження. «Турк» Брода став гравцем хокейної команди «Мейпл-Ліфс» у 1936 році — і до 1940 року вивів цю команду на шлях до фіналу Кубка Стенлі.
Замітне й те, що Броду ще школярем у Брендоні прозвали «турком»: на уроці історії вчитель сказав класу, що якогось короля Англії було названо «індичим яйцем» (англ. turkey egg), тому що в нього багато веснянок на лиці — і відразу ж після того Броді «пришили» те ж прізвисько за його численні веснянки.

## Ігрова кар'єра
У 1941 році Брода виборює приз «Везина Трофі» (англ. Vezina Trophy) як найкращий воротар НХЛ і входить у першу команду «All-Star» (НХЛ). Наступного року хокеїст мав ще один відмінний сезон, який привів Торонто до перемоги в чемпіонаті Кубку Стенлі і в цьому ж році Броду вибрали до другої команди «All-Star» (НХЛ). З 1943 по 1945 Брода припинив грати в хокей і служив в армії протягом Другої світової війни. Коли повернувся назад, привів «Торонто» до ще трьох Кубків Стенлі (з 1947 по 1949). Пізніше воротар виборює ще один приз «Везина Трофі» у сезоні 1948 року і знову входить у першу команду «All-Star» (НХЛ). У сезоні 1951 року Брода виборює свій останній Кубок Стенлі разом з командою Торонто і вже в наступному році виходить на пенсію. Відомий хокеїст був занесений до Зали Слави Хокею у 1967 році і помер 17 жовтня 1972 року у віці 58 років, після перенесеного серцевого нападу. 

## Нагороди та досягнення
- Turnbull Cup MJHL Championship (1933)
- Чемпіонат Меморіального кубку (1933)
- Виборов приз «Везина Трофі» («Vezina Trophy») (1941 та 1948)
- Зіграв у грі «All-Star» в складі команди Національної Хокейної Ліги (НХЛ). (1941 та 1948)
- Чемпіонат Кубку Стенлі (1942, 1947, 1948, 1949 та 1951)
- Входить у другу команду «All-Star» (НХЛ). (1942)
- Занесений (посмертно) до Залу Слави Хокею у 1978
- У 1998 році потрапив до списку 100 найкращих гравців НХЛ за версією журналу The Hockey News, де посів 60-те місце.
- Заслужений член Мантобської зали слави.
- Занесений до Манітобської спортивної зали слави і музею (англ. Manitoba Sports Hall of Fame and Museum) у 1983 році.

## Визнання
- В 2016 році джерсі «Торонто Мейпл-Ліфс» з № 1 закріплено за Бродою та Джонні Бавером та більше не присвоюється.[3]

## Кар'єрна статистика
| Сезон   | Команда            | Ліга   | Ігри | W   | L   | T   | MIN    | GA    | СГ | Голи в середньому |
| ------- | ------------------ | ------ | ---- | --- | --- | --- | ------ | ----- | -- | ----------------- |
| 1935-36 | Детройт Олімпікс   | МХЛ    | 47   | 26  | 18  | 3   | 2890   | 101   | 6  | 2.10              |
| 1936–37 | Торонто Мейпл-Ліфс | НХЛ    | 45   | 22  | 19  | 4   | 2770   | 106   | 3  | 2.30              |
| 1937–38 | Торонто Мейпл-Ліфс | НХЛ    | 48   | 24  | 15  | 9   | 2980   | 127   | 6  | 2.56              |
| 1938–39 | Торонто Мейпл-Ліфс | НХЛ    | 48   | 19  | 20  | 9   | 2990   | 107   | 8  | 2.15              |
| 1939–40 | Торонто Мейпл-Ліфс | НХЛ    | 47   | 25  | 17  | 5   | 2900   | 108   | 4  | 2.23              |
| 1940–41 | Торонто Мейпл-Ліфс | НХЛ    | 48   | 28  | 14  | 6   | 2970   | 99    | 5  | 2.00              |
| 1941–42 | Торонто Мейпл-Ліфс | НХЛ    | 48   | 27  | 18  | 3   | 2960   | 136   | 6  | 2.76              |
| 1942–43 | Торонто Мейпл-Ліфс | НХЛ    | 50   | 22  | 19  | 9   | 3000   | 159   | 1  | 3.18              |
| 1945–46 | Торонто Мейпл-Ліфс | НХЛ    | 15   | 6   | 6   | 3   | 900    | 53    | 0  | 3.53              |
| 1946–47 | Торонто Мейпл-Ліфс | НХЛ    | 60   | 31  | 19  | 10  | 3600   | 172   | 4  | 2.87              |
| 1947–48 | Торонто Мейпл-Ліфс | НХЛ    | 60   | 32  | 15  | 13  | 3600   | 143   | 5  | 2.38              |
| 1948–49 | Торонто Мейпл-Ліфс | НХЛ    | 60   | 22  | 25  | 13  | 3600   | 161   | 5  | 2.68              |
| 1949–50 | Торонто Мейпл-Ліфс | НХЛ    | 68   | 30  | 25  | 12  | 4040   | 167   | 9  | 2.48              |
| 1950–51 | Торонто Мейпл-Ліфс | НХЛ    | 31   | 14  | 11  | 5   | 1827   | 68    | 6  | 2.23              |
| 1951–52 | Торонто Мейпл-Ліфс | НХЛ    | 1    | 0   | 1   | 0   | 30     | 3     | 0  | 6.00              |
| Всього  | Всього             | Всього | 629  | 302 | 224 | 101 | 38,167 | 1,609 | 62 | 2.53              |

### Плей-офф
| Сезон      | Команда            | Ліга       | І   | W  | L  | T | MIN  | GA  | СГ | GAA  |
| ---------- | ------------------ | ---------- | --- | -- | -- | - | ---- | --- | -- | ---- |
| 1935-36    | Детройт Олімпікс   | АХЛ        | 6   | 6  | 0  | 0 | 365  | 8   | 1  | 1.32 |
| 1936-37    | Торонто Мейпл-Ліфс | НХЛ        | 2   | 0  | 2  | 0 | 133  | 5   | 0  | 2.26 |
| 1937-38    | Торонто Мейпл-Ліфс | НХЛ        | 7   | 4  | 3  | 0 | 452  | 13  | 1  | 1.73 |
| 1938-39    | Торонто Мейпл-Ліфс | НХЛ        | 10  | 5  | 5  | 0 | 617  | 20  | 0  | 1.94 |
| 1939-40    | Торонто Мейпл-Ліфс | НХЛ        | 10  | 6  | 4  | 0 | 657  | 19  | 1  | 1.74 |
| 1940-41    | Торонто Мейпл-Ліфс | НХЛ        | 7   | 3  | 4  | 0 | 438  | 15  | 0  | 2.05 |
| 1941-42    | Торонто Мейпл-Ліфс | НХЛ        | 13  | 8  | 5  | 0 | 780  | 31  | 1  | 2.38 |
| 1942-43    | Торонто Мейпл-Ліфс | НХЛ        | 6   | 2  | 4  | 0 | 439  | 20  | 0  | 2.73 |
| 1946-47    | Торонто Мейпл-Ліфс | НХЛ        | 11  | 8  | 3  | 0 | 680  | 27  | 1  | 2.31 |
| 1947-48    | Торонто Мейпл-Ліфс | НХЛ        | 9   | 8  | 1  | 0 | 557  | 20  | 1  | 2.15 |
| 1948-49    | Торонто Мейпл-Ліфс | НХЛ        | 9   | 8  | 1  | 0 | 574  | 15  | 1  | 1.57 |
| 1949-50    | Торонто Мейпл-Ліфс | НХЛ        | 7   | 3  | 4  | 0 | 450  | 10  | 3  | 1.33 |
| 1950-51    | Торонто Мейпл-Ліфс | НХЛ        | 8   | 5  | 1  | 0 | 492  | 9   | 2  | 1.10 |
| 1951-52    | Торонто Мейпл-Ліфс | НХЛ        | 2   | 0  | 2  | 0 | 120  | 7   | 0  | 3.50 |
| НХЛ всього | НХЛ всього         | НХЛ всього | 101 | 60 | 39 | 0 | 6389 | 211 | 13 | 1.98 |